# Championnat du monde de vitesse moto 1970
Navigation
Édition précédente Édition suivante
Le Championnat du monde de vitesse moto 1970 est la 22e saison de vitesse moto organisée par la FIM.

Ce championnat comporte douze courses de Grand Prix, pour cinq catégories : 500 cm3, 350 cm3, 250 cm3, 125 cm3 et 50 cm3.

## Attribution des points
Les points du championnat sont attribués aux dix premiers de chaque course :
| Classement | 1  | 2  | 3  | 4 | 5 | 6 | 7 | 8 | 9 | 10 |
| ---------- | -- | -- | -- | - | - | - | - | - | - | -- |
| Points     | 15 | 12 | 10 | 8 | 6 | 5 | 4 | 3 | 2 | 1  |

## Grands Prix
| N° | Course                            | Lieu        | Vainqueur 50 cm³  | Vainqueur 125 cm³ | Vainqueur 250 cm³ | Vainqueur 350 cm³ | Vainqueur 500 cm³ | Résultat |
| -- | --------------------------------- | ----------- | ----------------- | ----------------- | ----------------- | ----------------- | ----------------- | -------- |
| 1  | Grand Prix d'Allemagne de l'Ouest | Nürburgring | Angel Nieto       | John Dodds        | Kel Carruthers    | Giacomo Agostini  | Giacomo Agostini  | Résultat |
| 2  | Grand Prix de France              | Le Mans     | Angel Nieto       | Dieter Braun      | Rodney Gould      |                   | Giacomo Agostini  | Résultat |
| 3  | Grand Prix de Yougoslavie         | Opatija     | Angel Nieto       | Dieter Braun      | Santiago Herrero  | Giacomo Agostini  | Giacomo Agostini  | Résultat |
| 4  | Tourist Trophy                    | Île de Man  |                   | Dieter Braun      | Kel Carruthers    | Giacomo Agostini  | Giacomo Agostini  | Résultat |
| 5  | Grand Prix des Pays-Bas           | Assen       | Angel Nieto       | Dieter Braun      | Rodney Gould      | Giacomo Agostini  | Giacomo Agostini  | Résultat |
| 6  | Grand Prix de Belgique            | Spa         | Aalt Toersen      | Angel Nieto       | Rodney Gould      |                   | Giacomo Agostini  | Résultat |
| 7  | Grand Prix d'Allemagne de l'Est   | Sachsen     | Aalt Toersen      | Angel Nieto       | Rodney Gould      | Giacomo Agostini  | Giacomo Agostini  | Résultat |
| 8  | Grand Prix de Tchécoslovaquie     | Brno        | Aalt Toersen      | Gilberto Parlotti | Kel Carruthers    | Giacomo Agostini  |                   | Résultat |
| 9  | Grand Prix de Finlande            | Imatra      |                   | Dave Simmonds     | Rodney Gould      | Giacomo Agostini  | Giacomo Agostini  | Résultat |
| 10 | Grand Prix d'Ulster               | Dundrod     | Angel Nieto       |                   | Kel Carruthers    | Giacomo Agostini  | Giacomo Agostini  | Résultat |
| 11 | Grand Prix des Nations            | Monza       | Jan de Vries      | Angel Nieto       | Rodney Gould      | Giacomo Agostini  | Giacomo Agostini  | Résultat |
| 12 | Grand Prix d'Espagne              | Montjuïc    | Salvador Cañellas | Angel Nieto       | Kent Andersson    | Angelo Bergamonti | Angelo Bergamonti | Résultat |

## Résultats de la saison

### Championnat 1970 catégorie 500 cm³
| Clas. | Pilote            | Pays             | Constructeur | Points | Victoires |
| ----- | ----------------- | ---------------- | ------------ | ------ | --------- |
| 1     | Giacomo Agostini  | Italie           | MV Agusta    | 90     | 10        |
| 2     | Ginger Molloy     | Nouvelle-Zélande | Kawasaki     | 62     | 0         |
| 3     | Angelo Bergamonti | Italie           | MV Agusta    | 59     | 1         |
| 4     | Tommy Robb        | Royaume-Uni      | Seeley       | 36     | 0         |
| 5     | Alberto Pagani    | Italie           | Linto        | 30     | 0         |
| 6     | Alan Barnett      | Royaume-Uni      | Seeley       | 24     | 0         |
| 7     | Christian Ravel   | France           | Kawasaki     | 24     | 0         |
| 8     | Jack Findlay      | Australie        | Seeley       | 24     | 0         |
| 9     | Martti Pesonen    | Finlande         | Yamaha       | 24     | 0         |
| 10    | Peter Williams    | Royaume-Uni      | Matchless    | 22     | 0         |

### Championnat 1970 catégorie 350 cm³
| Clas. | Pilote            | Pays               | Constructeur | Points | Victoires |
| ----- | ----------------- | ------------------ | ------------ | ------ | --------- |
| 1     | Giacomo Agostini  | Italie             | MV Agusta    | 90     | 9         |
| 2     | Kel Carruthers    | Australie          | Benelli      | 58     | 0         |
| 3     | Renzo Pasolini    | Italie             | Benelli      | 46     | 0         |
| 4     | Kent Andersson    | Suède              | Yamaha       | 44     | 0         |
| 5     | Martti Pesonen    | Finlande           | Yamaha       | 38     | 0         |
| 6     | Rodney Gould      | Royaume-Uni        | Yamaha       | 28     | 0         |
| 7     | Angelo Bergamonti | Italie             | MV Agusta    | 27     | 1         |
| 8     | Günter Bartusch   | Allemagne de l'Est | MZ           | 20     | 0         |
| 9     | Alan Barnett      | Royaume-Uni        | Aermacchi    | 20     | 0         |
| 10    | Tommy Robb        | Royaume-Uni        | Yamaha       | 18     | 0         |

### Championnat 1970 catégorie 250 cm³
| Clas. | Pilote           | Pays        | Constructeur | Points | Victoires |
| ----- | ---------------- | ----------- | ------------ | ------ | --------- |
| 1     | Rodney Gould     | Royaume-Uni | Yamaha       | 102    | 6         |
| 2     | Kel Carruthers   | Australie   | Yamaha       | 84     | 4         |
| 3     | Kent Andersson   | Suède       | Yamaha       | 67     | 1         |
| 4     | Jarno Saarinen   | Finlande    | Yamaha       | 57     | 0         |
| 5     | Börje Jansson    | Suède       | Yamaha       | 34     | 0         |
| 6     | Chas Mortimer    | Royaume-Uni | Yamaha       | 30     | 0         |
| 7     | Gyula Marsovsky  | Suisse      | Yamaha       | 28     | 0         |
| 8     | Santiago Herrero | Espagne     | Ossa         | 27     | 1         |
| 9     | Bo Granath       | Suède       | Yamaha       | 25     | 0         |
| 10    | Silvio Grassetti | Italie      | Yamaha       | 24     | 0         |

### Championnat 1970 catégorie 125 cm³
| Clas. | Pilote          | Pays                 | Constructeur | Points | Victoires |
| ----- | --------------- | -------------------- | ------------ | ------ | --------- |
| 1     | Dieter Braun    | Allemagne de l'Ouest | Suzuki       | 84     | 4         |
| 2     | Angel Nieto     | Espagne              | Derbi        | 72     | 4         |
| 3     | Börje Jansson   | Suède                | Maico        | 62     | 0         |
| 4     | Dave Simmonds   | Royaume-Uni          | Kawasaki     | 57     | 1         |
| 5     | László Szabó    | Hongrie              | MZ           | 34     | 0         |
| 6     | Toni Gruber     | Allemagne de l'Ouest | Maico        | 33     | 0         |
| 7     | Aalt Toersen    | Pays-Bas             | Suzuki       | 31     | 0         |
| 8     | John Dodds      | Australie            | Aermacchi    | 24     | 1         |
| 9     | Gunter Bartusch | Allemagne de l'Est   | MZ           | 22     | 0         |
| 10    | Heinz Kriwanek  | Autriche             | Rotax        | 25     | 0         |

### Championnat 1970 catégorie 50 cm³
| Clas. | Pilote            | Pays                 | Constructeur | Points | Victoires |
| ----- | ----------------- | -------------------- | ------------ | ------ | --------- |
| 1     | Angel Nieto       | Espagne              | Derbi        | 87     | 5         |
| 2     | Aalt Toersen      | Pays-Bas             | Jamathi      | 75     | 3         |
| 3     | Rudolf Kunz       | Allemagne de l'Ouest | Kreidler     | 66     | 0         |
| 4     | Salvador Cañellas | Espagne              | Derbi        | 63     | 1         |
| 5     | Jan De Vries      | Pays-Bas             | Kreidler     | 60     | 1         |
| 6     | Jos Schurgers     | Pays-Bas             | Kreidler     | 41     | 0         |
| 7     | Martin Mijwaart   | Pays-Bas             | Jamathi      | 40     | 0         |
| 8     | Ludwig Fassbender | Allemagne de l'Ouest | Kreidler     | 17     | 0         |
| 9     | Gilberto Parlotti | Italie               | Tomos        | 15     | 1         |
| 10    | Harald Bartol     | Autriche             | Kreidler     | 11     | 0         |